# Lijst van spelers van FK Moskou
Deze lijst omvat voetballers die bij de Russische voetbalclub FK Moskou spelen of gespeeld hebben. De spelers zijn alfabetisch gerangschikt.

## A
- Roman Adamov
- Baba Adamu
- Emin Agaev
- Jevgeni Agejev
- Oleg Alejnik
- Anton Amelitsjenko
- Vitali Astachov

## B
- Ricardo Baiano
- Oeloegbek Bakajev
- Ivan Bakoelin
- Roeslan Baltiev
- Pablo Barrientos
- Aleksej Berezoetski
- Vasili Berezoetski
- Levan Berisjvili
- Konstantin Beskov
- Maksim Biletsky
- Aleksandr Borodjoek
- Héctor Bracamonte
- Boedoen Boedoenov
- Petr Bystrov

## C
- Miro Catić
- Edgaras Cesnauskis
- Tomáš Čížek
- Alexandru Curtianu

## D
- Vjatsjeslav Danilin
- Ignas Dedura
- Rolandas Dziaukstas

## E
- Alexandru Epureanu

## F
- Aleksandr Filimonov
- Stanton Fredericks

## G
- Ilja Gavrilov
- Dmitri Godoenok
- Pavel Golisjev
- Dmitri Goloebov
- Da Costa Goore
- Damian Gorawski
- Sergej Gorloekovitsj
- Boris Gorovoi
- Gia Grigalava

## H
- Sargis Hovsepyan
- Roman Hubník

## I
- Dzjamboelat Ibragimov
- Branko Ilić
- Stanislav Ivanov

## J
- Martin Jakubko
- Mariusz Jop

## K
- Vitali Kalesjin
- Amir Karič
- Vladimir Kazakov
- Dmitri Chlestov
- Vladimir Chozin
- Dmitri Kiritsjenko
- Sergej Kobzev
- Vladimirs Kolesnicenko
- Oleg Kornauchov
- Andrej Korobov
- Sergej Korobov
- Nikita Korolev
- Vladimir Korytko
- Sergej Kozko
- Branislav Krunic
- Oleg Koezmin
- Dmitri Koeznetsov

## L
- Aleksandr Lavrentsov
- Vladimir Lebed
- Valeri Leonov
- Maxi López
- Kirill Loskoetov
- Andrej Loekantsjenkov

## M
- Aleksandr Marenitsj
- Petr Marsjinski
- Aleksej Meljosjin
- Saulius Mikalajunas
- Andrej Moisejenkov
- Roman Monarev
- Maximiliano Moralez
- Andrey Movsesyan

## N
- Kirill Nababkin
- Andrej Nikolajev
- Andrej Novosadov

## O
- Isaac Okoronkwo
- Kirill Orlov
- Andrej Ostrovski
- Andrej Ostrovski

## P
- Gleb Panferov
- Roeslan Pimenov
- Gustavo Pinto
- Nikolai Pisarev
- Sergey Podpaly
- Aleksandr Poloekarov
- Valeri Poljakov
- Aleksandr Ponomarjov
- Alexandru Popovici

## R
- Radu Rebeja
- Aleksej Rebko
- Aleksander Rekhviashvili
- Munever Rizvic
- Aleksandr Rjazantsev
- Artoer Rylov

## S
- Aleksandr Samedov
- Sergej Semak
- Oleg Sergejev
- Aleksandr Sjesjoekov
- Oleg Sjirinbekov
- Sergej Sjoebin
- Sergej Sjoedrov
- Sergej Sjoestikov
- Michail Sinev
- Narvik Sirchajev
- Dmitri Smirnov
- Dmitri Smirnov
- Aleksandr Stavpets
- Pompiliu Stoica
- Igor Strelkov
- Irmantas Stumbrys
- Aleksandr Soechov

## T
- Dmitri Tarasov
- Jerry Tchuisse
- Andrej Toptsjoe
- Dragan Tresnic
- Cristian Tudor

## V
- Andris Vanins
- Artem Varakin
- Andrej Vasjanovitsj
- Zvonimir Vukić

## W
- Jonas Wallerstedt

## Y
- Sergej Yaskovitsj

## Z
- Viktor Zemtsjenkov
- Joeri Zjevnov
- Dilaver Zrnanovic